# Anacapri
Anacapri é uma comuna italiana da região da Campania, província de Nápoles, na ilha de Cápri, com cerca de 5844  ISTAT 2001 habitantes. Estende-se por uma área de 6,39 km², tendo uma densidade populacional de 914,60 hab/km². Faz fronteira com a comuna de Cápri.

## Demografia
| Variação demográfica do município entre 1861 e 2011                               |
|                                                                                   |
| Fonte: Istituto Nazionale di Statistica (ISTAT) - Elaboração gráfica da Wikipedia |